# Wakuola

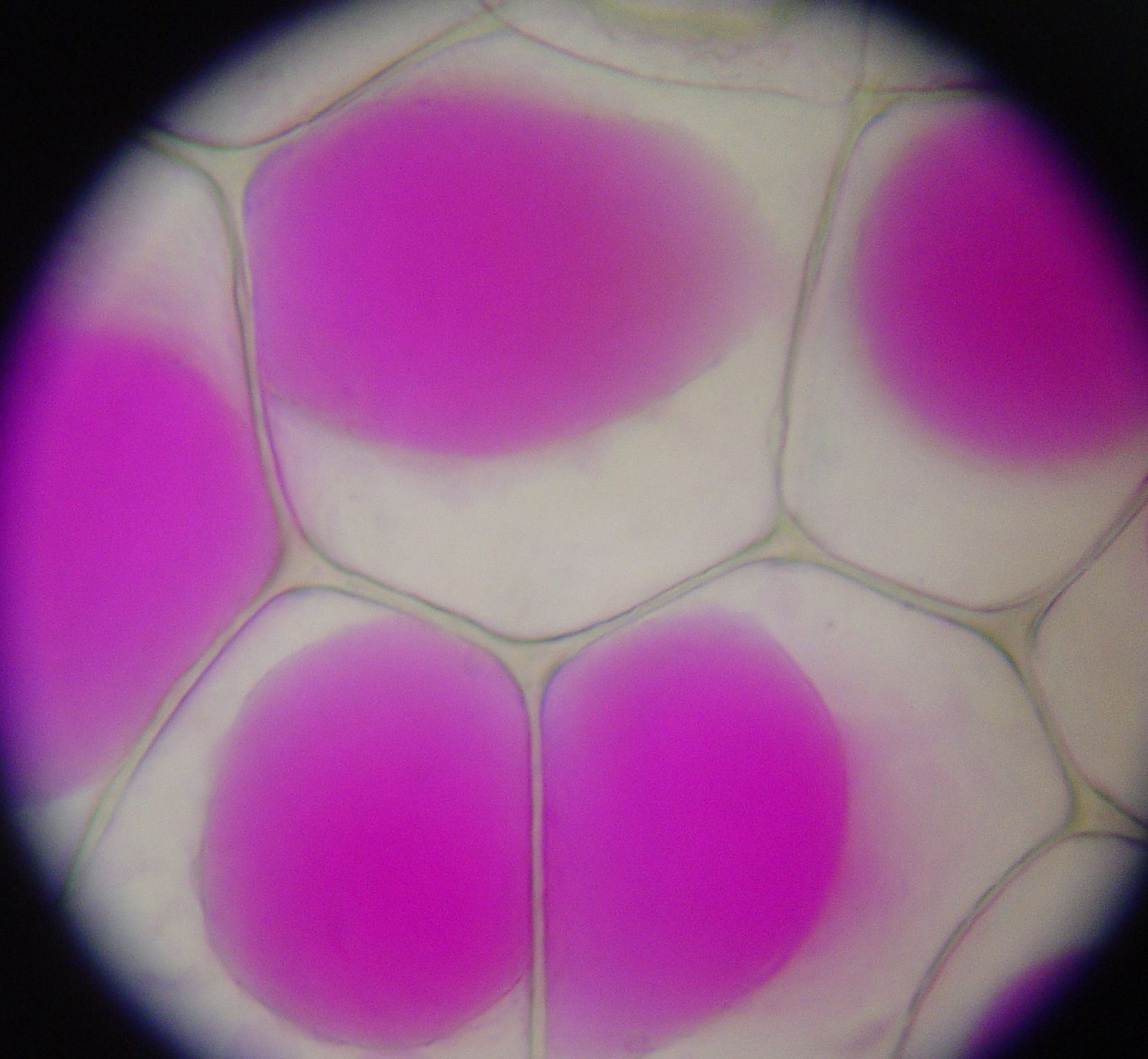
Wodniczki (zabarwione) wewnątrz komórek. Pole widzenia – ok. 450 μm

Wakuole, wodniczki – struktury komórkowe występujące u roślin i niektórych pierwotniaków oraz w komórkach grzybów. W komórkach grzybów występuje wiele małych wodniczek (wakuol), natomiast w roślinnych jedna lub kilka dużych. U pierwotniaków występują wodniczki tętniące, odpowiedniki wakuoli, ale są one od wakuoli o wiele mniejsze. Zajmują do 90% komórki. Ze starzeniem się komórki zachodzi proces rozrośnięcia się i zamienienia wakuoli w jedną wodniczkę.
Sok komórkowy, czyli wodny roztwór wypełniający wakuolę roślin, zawiera:
- związki nieorganiczne:
  - woda (ok. 90% całości składu)
  - jony potasowe, sodowe, wapniowe, magnezowe, cynkowe, siarczanowe, fosforowe, chlorkowe
  - kryształy węglanu wapnia (cystolity)
- związki organiczne:
  - wolne aminokwasy
  - białka
  - cukry
  - glikozydy (alkohol+cukier), np. strofantyna, digitoksyna, digitoksygenina (glikozydy nasercowe)
  - antocyjany (barwnik o barwie czerwonej bądź niebieskiej, zależnie od pH), np. cyjanidyna w owocach śliwy
  - flawony (barwnik o barwie żółtej)
  - alkaloidy – zwykle trucizny (np. nikotyna, kofeina, kokaina, morfina, teofilina, teobromina, chinina, kolchicyna, skopolamina, atropina)
  - kryształy szczawianu wapnia (rafidy, druzy, styloidy)

Dzięki różnicy stężeń substancji między sokiem komórkowym a otoczeniem, komórki roślinne mają możliwość pobierania wody z podłoża (osmoza). Jest to zjawisko analogiczne do umieszczenia komórki roślinnej w roztworze hipotonicznym.
Całość systemu wakuolarnego komórki nazywana jest wakuomem.

## Funkcje
Pełnione w komórce funkcje mogą zależeć zarówno od organizmu, jak i typu tkanki w skład której wchodzi komórka. W komórkach roślinnych główną funkcją wakuoli jest magazynowanie wody, soli mineralnych oraz związków organicznych. Ze względu na obecność w wakuoli związków osmotycznie czynnych oraz gromadzenie znacznych ilości wody, ta struktura komórkowa jest głównym elementem regulującym gospodarkę wodną komórki, odpowiada też za turgor komórek i tkanek. Liczne gromadzone w wakuoli jony takie jak Na+, K+, Ca2+, Cl−, SO42−, NO3−, PO43− i inne, pozwalają utrzymać stały i bezpieczny dla metabolizmu komórki poziom jonów w cytozolu. U halofitów stężenie jonów w wakuoli dochodzi do 800 mM. W zależności od potrzeb dzięki licznym kanałom jonowym w błonie wakuoli mogą one być przenoszone do soku komórkowego lub uwalniane do cytoplazmy. Wakuola jako przedział spichrzowy jest także miejscem gromadzenia substancji zapasowych. Mogą być w niej gromadzone cukry proste, polisacharydy, aminokwasy, białka tłuszcze oraz kwasy organiczne. W tkance spichrzowej korzeni roślin stwierdza się obecność inuliny w wakuolach, zaś u grzybów i protistów wewnątrz wakuoli mogą być gromadzone glikogen oraz tłuszcze. Substancje zapasowe gromadzone w wakuoli takie jak białka w postaci ziaren aleuronowych wykorzystywane są podczas rozwoju rośliny podczas kiełkowania lub w okresach gdy fotosynteza nie może zachodzić. W szczególny sposób w metabolizmie komórki uczestniczą wakuole roślin przeprowadzających fotosyntezę CAM. W nocy rośliny te pobierają CO2 i przekształcają do kwasów organicznych, które są gromadzone w wakuoli. Za dnia zgromadzone kwasy ulegają rozkładowi a dwutlenek węgla wykorzystywany jest w procesie fotosyntezy. Dzięki gromadzeniu CO2 przez noc, w dzień aparaty szparkowe mogą pozostać zamknięte, co chroni roślinę przed utratą wody w klimacie suchym i gorącym.
W części wakuol zachodzą reakcje hydrolizy. Wewnątrz takich wakuol stwierdzono obecność enzymów takich jak proteinazy, peptydazy, esterazy, glikozydazy i inne. Funkcja lityczna wiąże się z procesem autofagii, która może mieć formę mikroautofagii, w której dochodzi do wpuklenia tonoplastu, w efekcie której powstaje ciało autofagowe. Stopniowo błona pęcherzyka wewnątrz wakuoli ulega degradacji, a zawartość jest uwalniana wewnątrz wakuoli. Możliwa jest także makroautofagia, polegająca na przyłączeniu do wakuoli struktury przedautofagowej, czyli cytoplazmy wcześniej otoczonej błoną. Zawartość struktury zostaje wprowadzona do wnętrza wakuoli a jej błona staje się częścią tonoplastu. Autofagia jest ważnym procesem umożliwiającym między innymi programowaną śmierć komórki roślinnej, zachodzącą na przykład podczas tworzenia drewna. Lityczne właściwości wakuol są także kluczowe w procesie odzyskiwania substancji ze starzejących się organów przed ich obumarciem lub odcięciem.
Ważną funkcją wakuoli u roślin jest jej udział w obronie przed fitofagami i patogenicznymi mikroorganizmami. Wewnątrz wakuoli gromadzone są substancje zaliczane do metabolitów wtórnych, które na różny sposób mogą zaburzać metabolizm, procesy trawienne lub rozwój roślinożerców. Fitoantycypiny mogą być także repelentem, związkiem który zniechęca roślinożerców nadając tkankom roślinnym nieatrakcyjny smak lub zapach. Infekcjom mogą zapobiegać gromadzone w wakuolach białka obronne takie jak chitynaza albo lizozym. Dotychczas poznano kilkadziesiąt tysięcy związków obronnych wytwarzanych przez komórki roślinne.
W niektórych wakuolach gromadzone są związki nieszkodliwe dla zwierząt, pełniące funkcję atraktanów. Przywabiają one zwierzęta zapylające oraz uczestniczące w rozsiewaniu nasion.
W komórkach epidermy wakuola jest zaangażowana w odbiór bodźców, zapewniając roślinie możliwość reakcji o charakterze grawitropizmu. Wewnątrz tonoplastu tych komórek znajdują się amyloplasty przemieszczające się zgodnie z siła grawitacji. U mutanta Arabidopsis thaliana, w którego komórkach amyloplasty znajdowały się na zewnątrz wakuoli, reakcja grawitropowa jest zaburzona.
Magazynują substancje, które mogłyby działać szkodliwie np. na cytoplazmę (głównie alkaloidy, kauczuk).

## Rośliny

Komórka roślinna: f – wakuola, g – tonoplast

W komórkach merystematycznych znajduje się wiele małych wakuol. W merystemie wierzchołkowym korzenia kukurydzy wakuole zajmowały 33% objętości komórek, a w merystemie wierzchołkowym pędu Arabidopsis thaliana stanowiły zaledwie 14% objętości komórki. W dojrzałych komórkach roślinnych zwykle znajduje się jedna, centralnie położona wakuola. W takich komórkach wakuola zajmuje zwykle ponad 80% objętości. W skrajnych przypadkach wakuola to 99% objętości komórki. Tak duże wakuole zaobserwowano w komórkach epidermy liści jęczmienia. Struktury są pleomorficzne, mogą przyjmować różne kształty oraz nie zawsze są położone w centrum komórki. Od roku 1996 wiadomo, że w komórkach roślin mogą znajdować się wakuole różnych typów, pełniące odmienne funkcje. Dwa główne typy wakuol to wakuole lityczne (LV – ang. lytic vacuoles), zawierające liczne enzymy należące do hydrolaz oraz wakuole gromadzące materiały zapasowe (PSV – ang. protein storage vacuoles), występujące głównie w organach spichrzowych, a także w komórkach mezofilu.

### Budowa i skład
Wakuola komórki roślinnej otoczona jest pojedynczą błoną o grubości 8–12 nm – tonoplastem. Fosfolipidy stanową 30–40%, a lipidy neutralne 60–70%. W skład błony wchodzą także białka, które występują w stosunku 0,42–0,52 do fosfolipidów. Spośród fosfolipidów najważniejszym składnikiem jest fosfatydylocholina w ilości 54% ogółu fosfolipidów. Pozostałe składniki to: fosfatydyloetanoloamina (24%), kwas fosfatydowy (12%), fosfatydyloinozytol (5%), fosfatydyloglicerol (1%) i fosfatydyloseryna (1%). Spośród budujących tonoplast glikolipidów najważniejsze to ceramid glikozydopodobny oraz sulfoglikozyd. 5% stanowią wolne kwasy tłuszczowe. Skład białek jest specyficzny dla poszczególnych gatunków roślin. Ważnym składnikiem błony wakuolarnej są białka określane jako akwaporyny. Funkcjonują one jako kanał wodny, umożliwiając szybkie przemieszczanie znacznych ilości wody pomiędzy cytozolem a sokiem komórkowym znajdującym się wewnątrz wakuoli. W skład soku komórkowego poza wodą wchodzą liczne jony, rozpuszczone i nierozpuszczone związki nieorganiczne oraz organiczne, w tym enzymy. Wśród związków organicznych znajdują się zarówno metabolity pierwotne, jak i metabolity wtórne. Występowanie wielu poszczególnych metabolitów wtórnych jest charakterystyczne dla określonych gatunków i powiązane z funkcją spełnianą przez wakuolę w konkretnej komórce.

## Grzyby
Funkcja wakuoli w komórkach grzybów jest często opisywana jako tożsama z funkcją lizosomów komórek ssaków. Jednakże wakuola spełnia także wiele funkcji analogicznych do komórek roślin. Są w niej przechowywane jony oraz metabolity, jest także odpowiedzialna za utrzymywanie pH komórki.

## Biogeneza
Wakuole mogą powstawać na kilka sposobów. Pierwszym z nich jest podział już istniejącej wakuoli. W komórkach merystematycznych w okresie od fazy G1 do S istnieje szereg drobnych wakuol o nieregularnym kształcie, połączonych ze sobą. W prometafazie dochodzi do ich rozłączenia. W komórkach dojrzałych, w fazie G2, przed podziałem zachodzi rozdzielenie centralnej wakuoli przez pasma cytoplazmy. W efekcie powstaje wiele kompartmentów połączonych strukturami tubularnymi (TVM – ang. tubular structure of vacuolar membrane). Dopiero pojawienie się przegrody komórkowej podczas cytokinezy prowadzi do zerwania istniejących połączeń. Po podziale w fazie G1 dochodzi po uformowania centralnej wakuoli w każdej z komórek potomnych. Doświadczenia wykazały, że struktura może zostać również wytworzona de novo. W protoplastach sztucznie pozbawionych wakuol doszło do ich odtworzenia w okresie 3 dni. Sposobem wytworzenia wakuol jest odłączenie terminalnych cystern ER. Pęcherzyki takie mogą zlewać się ze sobą tworząc dużą, centralną wakuolę. Do wytworzenia wakuoli może prowadzić również zlewanie się pęcherzyków. Endosomy pochodzące z aparatów Golgiego po połączeniu tworzą niewielkie wakuole lityczne. Wakuola może również powstać z pęcherzyków endocytowych oddzielających się początkowo od błony komórkowej.